# 1981 EU33
1981 EU33 är en asteroid i huvudbältet som upptäcktes den 1 mars 1981 av den amerikanska astronomen Schelte J. Bus vid Siding Spring-observatoriet.
Den tillhör asteroidgruppen Vesta.